# بطل من هذا الزمان (مسلسل)
بطل من هذا الزمان مسلسل كوميدي سوري من بطولة أيمن زيدان ونادين خوري وشكران مرتجى وباسم ياخور وأيمن رضا، أُنتج عام 1999، وعُرض للمرة الأولى على شاشة التلفزيون العربي السوري عبر قناته الأولى.

## قصة المسلسل
تدور أحداث المسلسل حول يوميات عائلة متوسطة الحال حيث يعمل الأب موظفاً في القطاع العام وبعد انتهاء عمله الرسمي يقوم بأعمال جانبية من أجل تأمين دخل كافٍ يمكنه من إعالة أسرته، بينما تمتهن زوجته التدريس حيث تضطر لإعطاء دروس خصوصية بينما الأولاد الثلاثة يستعدون للتقدم لامتحان شهادة الثانوية العامة مع الأب أيضاً الذي حاول التقدم لامتحان الثانوية العامة 15 مرة ولكنه يرسب في كل مرة.

## شخصيات المسلسل
- الأب سعيد النايحة (أيمن زيدان)
- الأم جمانة (نادين)
- حسام (حسام الشاه): وهو أكبر الأبناء، شاب فاشل حاول أكثر من مرة التقدم لامتحان الثانوية العامة ولكنه يرسب ووالده يصر كل مرة أن يتقدم مرة أخرى حتى يكمل تعليمه، ودائما يشعر أنه المظلوم بين إخوته وذلك لأن أمه تفضل في بعض الأحيان اخوته عليه.
- علاء (معن عبدالحق): الأخ الأوسط، يرسب في امتحان الثانوية كأخيه ولكنه أذكى من أخيه حيث أنه العقل المدبر لكل الأعمال (الطائشة) التي يرتكبونها (مثل الشحادة وقيادة سيارة أبيه بتهور ..)، دائما ما يناديه أخيه حسام ب (أبو حربة).
- سلوى (رغداء شعراني): الأخت الصغرى وهي الوحيدة التي تفلح في الدراسة بينهم وتدخل كليه الطب، معروفة بين أخواتها بأن مشاعرها (فياضة) ودائما ما يستغل الأخوة هذا الشيء لمصلحتهم، وهي بريئة وعاقلة (زيادة عن اللزوم).
- أخوة الأب: أبو زهير (بسام لطفي) الذي يمكن تعريفه على أن له نفس (مفتوحة) للزواج، ومنصور (أيمن رضا) الذي يقوم دائماً بتأجيل زواجه الأول.
- حسان: أخو الزوجة (سليم كلاس): عارض قديما زواج اخته من سعيد النايحة (أيمن زيدان) لأنه فقير، لذلك لا يزورهم أبدا ولكنه يلجأ لزيارتهم عندما يدخل مرشحا بالانتخابات ويحتاج الي الدعم الشعبي عن طريقم.
- سرور (فهد السكري): شريك سعيد النايحة في عمل التنقيب على الآثار، يتبادل مع سعيد كلمات طلعو حييو للتشجيع أثناء الحفر، وهو يعتبر صديق شهم لسعيد حيث دائما ما يلجأ اله سعيد في مشاكله.
- أم افتكار: تقوم بهذا الدور الممثلة (هدى شعراوي)
- المدير العام: الممثل زهير رمضان والذي يظهر بمنظر المدير العام المثالي الذي لا يعرف عن مديريته سوى ما تصيغه له التقارير (الكيدية)
- رئيس المخفر: الممثل نزار أبو حجر، حيث يبدو سعيد النايحة كأنه زبون دائم لديه.
وفي العمل المدير الأستاذ عاصم (حسن عويتي) الذي لا يملك صلاحيات حتى على سكرتيرة المديرية (رنا أبيض)، ورئيسة القسم الآنسة افتكار التي تغير اسمها إلى سناء (شكران مرتجى) الناقمة على كل المتزوجين والمتزوجات،  وتحاول الزواج حتى توقع في شباكها  الأستاذ  سهيل  زميلها بعد تشجيع  من سعيد  ويقوم بدور الأستاذ سهيل  (باسم ياخور) الذي يعاني من مشكلة بسيطة في الكلام وكذلك يفتقر إلى الشخصية القوية أمام كل الناس وبالأخص حماته ( هدى شعرواي) وابن اختها فارس (أحمد رافع).